# Goal (semanário)

Goal. Semanário ribatejano de Desporto, Literatura e Arte foi o primeiro passo de Alves Redol em prol da terra de touros e campinos onde nasceu: Vila Franca de Xira e o seu Ribatejo envolvente, cujo primeiro número teve data de 11 de Janeiro de 1933. Sendo o Futebol uma das práticas que mais divertia e animava os vilafranquenses, o semanário Goal apostava em noticiar o futebol, quer da região quer os campeonatos mais significativos, a par de impulsionar a prática de outras modalidades desportivas. Paralelamente, numa escala mais reduzida, abordava as variedades culturais que se iam incrementando na região ribatejana. Caracterizou-se por ser um jornal produzido com escassos recursos, aspeto e custo modestos (3 tostões), mas de propósitos claramente altruístas: “todo o dinheiro que ganharmos, será entregue, novamente, ao público em melhoramentos que introduziremos no nosso jornal e aos tipógrafos desempregados que nos estão auxiliando sem remuneração”. Na escrita, além de Alves Redól e alguns seus conterrâneos que assinam entrevistas, notícias e crónicas, figura o nome de Norberto de Araújo em “Dramas e comédias” (nº6).